# 忍者龜：變種大亂鬥2
《忍者龜：變種大亂鬥2》（英語：Untitled Teenage Mutant Ninja Turtles: Mutant Mayhem sequel）是一部2026年美國動畫超級英雄電影，為2023年電影《忍者龜：變種大亂鬥》的續集，改編自凱文·伊斯特曼和彼得·萊爾德共同創作的同名超級英雄團隊忍者龜，由傑夫·羅維編劇和執導。
《忍者龜：變種大亂鬥2》由派拉蒙影業排定2026年10月9日於美國上映。

## 製作

### 發展
2022年6月，派拉蒙影業執行長布萊恩·羅賓斯表示，計劃推出多部當時即將上映的《忍者龜：變種大亂鬥》的續集電影。2023年7月，導演傑夫·羅維在採訪時表示有意回歸製作以許瑞德為主角的續集電影。同月底，據《綜藝》報道稱，《忍者龜：變種大亂鬥》續集以及於派拉蒙+上線的動畫劇集《忍者龜之都市傳奇》已獲派拉蒙亮起綠燈製作。羅維將回歸擔任導演，灰點映像回歸製片。2024年4月，據報導凱勒·斯皮爾斯（Kyler Spears）和亞沙爾·卡賽（Yashar Kassai）加盟擔任聯合導演。《忍者龜：變種大亂鬥》的執行製片人拉姆齊·麥克比恩（Ramsay McBean）這次將與塞斯·羅根、伊凡·戈博和詹姆士·威佛（James Weaver）共同擔任製片人。

### 編劇
2023年10月，羅維確認將擔任該片的編劇，並已經開始編寫劇本。羅維希望續集以希斯·萊傑在2008年電影《黑暗騎士》飾演的角色小丑類似的方式探索許瑞德，同時亦能將故事集中在忍者龜他們身上。此外，羅維希望該片的許瑞德與此前電影的有所不同，同時設定也忠於原著。

## 發行
《忍者龜：變種大亂鬥2》由派拉蒙影業排定2026年10月9日於美國上映。